# The Helping Hand
The Helping Hand er en amerikansk stumfilm fra 1908 af D. W. Griffith.

## Medvirkende
- Flora Finch som Mrs. Harcourt
- Linda Arvidson som Daisy Harcourt
- George Gebhardt
- Anita Hendrie som Jessie Marshall
- E. T. Moore